# Tentative de suicid eșuate
Tentativele de suicid se referă la acțiunile individuale de a încerca să-și pună capăt vieții, dar care, din diverse motive, nu au dus la moartea persoanei în cauză. Fenomenul este complex și adâncește aspecte legate de sănătatea mentală, factori sociali și psihologici, precum și accesul la resursele de prevenire a suicidului.

## Statistici și prevalență
Tentativele de suicid sunt o problemă globală de sănătate publică, afectând milioane de oameni în întreaga lume. Organizația Mondială a Sănătății estimează că pentru fiecare persoană care își pierde viața prin suicid, există multe altele care încearcă să se sinucidă fără a reuși. Statisticile variază în funcție de țară și regiune, iar cauzele pot fi influențate de diverse factori, inclusiv stresul, tulburările mentale, relațiile interpersonale dificile și alți factori socio-economici.

## Cauze și factori de risc
Tentativele de suicid sunt adesea rezultatul unei combinații complexe de factori, inclusiv tulburări mentale, precum depresia și anxietatea, stresul cronic, istoricul familial de suicid, izolarea socială și consumul de substanțe. De asemenea, există o corelație puternică între tentativele de suicid și experiențele traumelor din trecut.

## Sănătatea mentală și prevenția
Abordarea tentativelor de suicid implică îmbunătățirea accesului la servicii de sănătate mentală, reducerea stigmatului asociat cu bolile mintale și promovarea conștientizării despre resursele de prevenire a suicidului. Tratamentul adecvat al tulburărilor mentale și sprijinul comunitar pot juca un rol crucial în reducerea riscului de suicid.

## Intervenție și sprijin
Pentru cei care au încercat să-și pună capăt vieții, intervenția și sprijinul sunt esențiale. Profesioniștii din domeniul sănătății mentale, precum și prietenii și familia, pot avea un impact semnificativ în oferirea suportului necesar pentru recuperare.

## Resurse de prevenție
Organizațiile și serviciile de prevenire a suicidului oferă linii telefonice de criză, resurse online și programe comunitare pentru a ajuta cei care se confruntă cu gânduri suicidale. Educația despre sănătatea mentală și prevenirea suicidului reprezintă un pas important în lupta împotriva acestei probleme.
Tentativele de suicid sunt o problemă delicată și complexă, iar abordarea lor necesită un efort cuprinzător la nivel individual, comunitar și societal pentru a oferi sprijin și soluții eficiente în prevenirea acestora.